# Stylosanthes calcicola
Stylosanthes calcicola är en ärtväxtart som beskrevs av John Kunkel Small. Stylosanthes calcicola ingår i släktet Stylosanthes och familjen ärtväxter. Inga underarter finns listade i Catalogue of Life.